# Hymenocallis glauca
Hymenocallis glauca là một loài thực vật có hoa trong họ Amaryllidaceae. Loài này được (Zucc.) M.Roem. mô tả khoa học đầu tiên năm 1847.